# 地下鉄駅

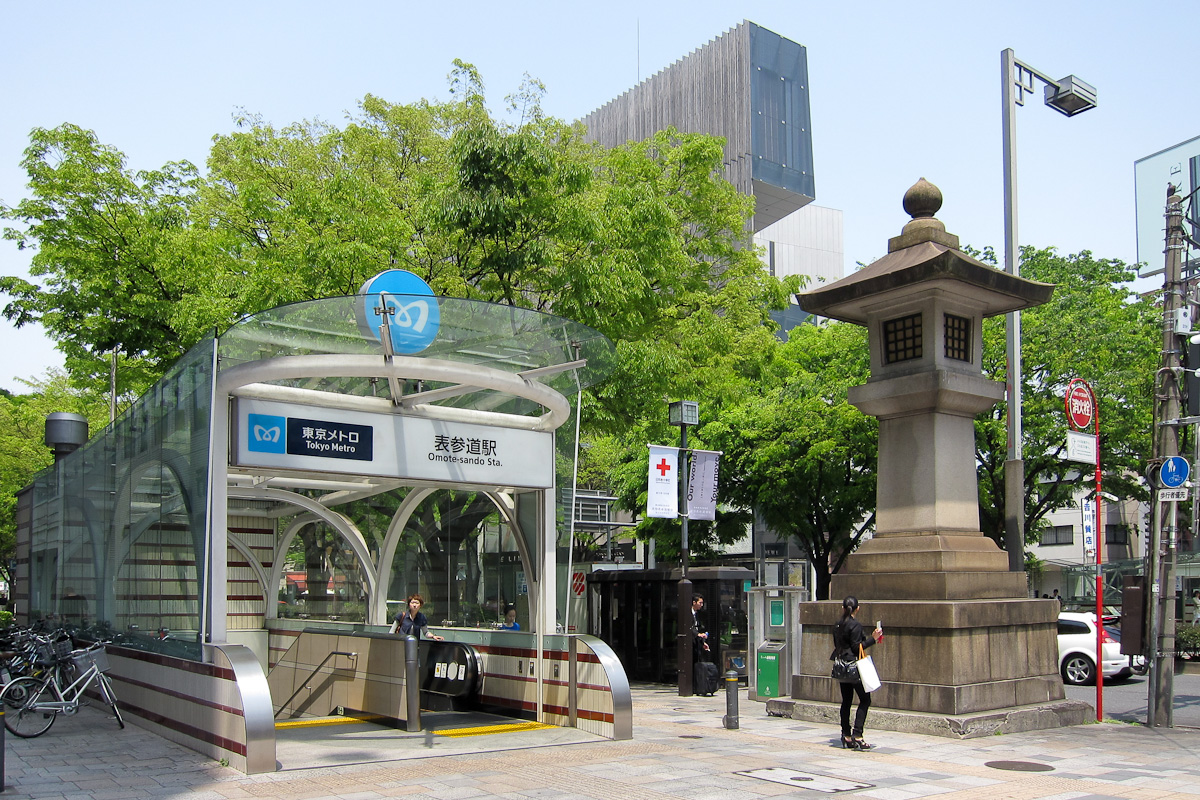
東京メトロ表参道駅B4番出入口

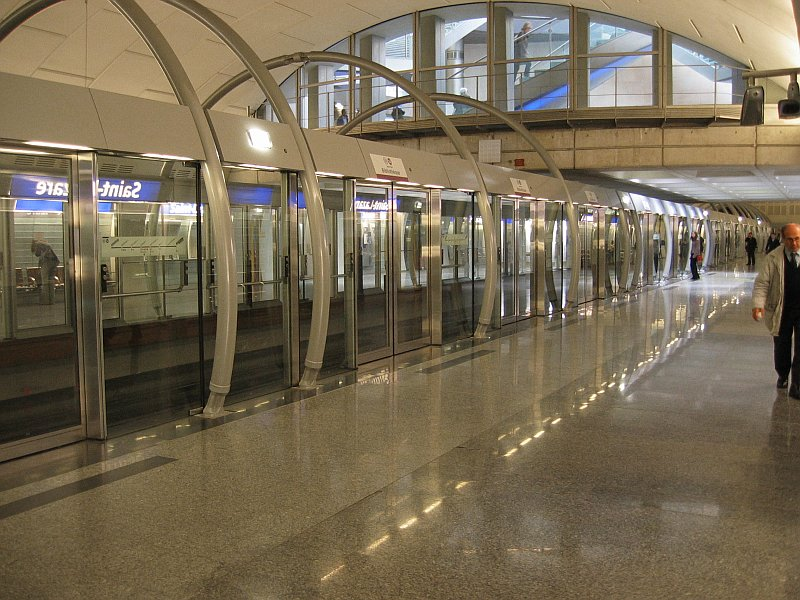
パリメトロ14号線のホームドア

地下鉄駅（ちかてつえき）とは、地下鉄に設置されている駅。

## 特徴
地下鉄駅は地下駅の一種に分類され、道路の下に設置されることが多い。しかし、“地下鉄”といえども、郊外部や標高の低い地域などでは地上や高架の区間もあり、この区間にある駅は地上駅や高架駅に分類される（東京メトロ銀座線渋谷駅、大阪メトロ谷町線八尾南駅など）。他路線と相互直通運転をしている路線では、既存路線の地上駅を改良して接続駅とすることが多い（東京メトロ千代田線代々木上原駅・綾瀬駅、京都市営地下鉄烏丸線竹田駅など）。
地下鉄は人口の多い都市部に作られるので利用者が多く、かつ地下で見通しが悪いため、転落防止のためにホームドアが設置される路線も見られる（東京メトロ南北線や副都心線など）。既存路線でも設置が進んでおり、東京メトロ日比谷線のように規格を合わせた新型車両に一斉に置き換えた路線もある。
また、複数の路線が一つの駅に乗り入れる場合も多くあり、入り口となる地上にはどの地下鉄会社によって運営されているものか、またどの路線が乗り入れているかを示す駅名が描かれる（東京メトロ・都営地下鉄の大手町駅など）。駅舎はマンションやビルなどの建物の中にある場合もあり、出入口が企業のビルや百貨店、大学などに直結している場合もある（同志社大学今出川校地に直結する京都市営地下鉄烏丸線今出川駅など）。
プラットホームは基本的に島式ホーム1面2線であることが多いが、相対式ホーム2面2線の駅も多くあり、一部の駅では島式ホームの外側に単式ホームを新設した2面2線であったり（東京メトロ銀座線日本橋駅、大阪メトロ谷町線南森町駅など）、上下2層式のホームであったりする（横浜市営地下鉄ブルーライン関内駅や神戸市営地下鉄山手線三宮駅など）。1面2線の駅でもホーム中央の壁で仕切られている駅もある（大阪メトロ御堂筋線梅田駅や中央線堺筋本町駅など）。複数の路線が接続する駅では同一平面上のホームにそれぞれの列車が発着する駅もある（東京メトロ表参道駅や大阪メトロ大国町駅など）。各駅停車主体の運行形態であることから待避線をもつ駅は少ない（東京メトロ副都心線東新宿駅や東西線葛西駅など）が、区間列車のある路線では始発列車専用のホームがあったり（大阪メトロ御堂筋線天王寺駅や東京都営地下鉄大江戸線都庁前駅など）、車両基地のある駅では3線、4線の大規模な構造をもつ駅もある（横浜市営地下鉄ブルーライン上永谷駅や神戸市営地下鉄西神線名谷駅など）。

## 問題点
東京などの大都市には多数の地下鉄路線が存在するため、新たに地下鉄路線を建設するには既存の地下鉄路線を避けなければならず、地下鉄の路線が地下深くに建設されることになる。よって、新しい路線の駅は地下深くにある傾向が見られ、地上からのアクセスが不便になる問題点が見られる。
例えば、全体的に地下深くにある地下鉄路線・都営地下鉄大江戸線の1駅間を大江戸線を利用して行くのと、徒歩で行くのではどちらが早いかという企画がタモリ倶楽部で放映されたが、その企画では赤羽橋駅と麻布十番駅、麻布十番駅と六本木駅の間は徒歩の方が早いことが実証されている。
また、路線や駅が道路の地下にあることなどから、駅の設備やホームの広さなどに制限が多く、拡張も難しいため、利用者に不便が生じることがある。
東京メトロ半蔵門線・東急田園都市線渋谷駅では、1日60万人以上が利用するのにもかかわらずホームや階段が狭く、ホームの増設や幅の拡張も行えないため、ホームに利用客が溢れ、電車の乗り降りに時間が掛かるため、慢性的な電車の遅延が発生している。
第三軌条方式の地下鉄の場合、人が第三軌条に接触すると感電の危険がある。そのため、注意看板の設置や、ホーム下の避難スペースの確保などの対策が必要となる。

## 工法
地下駅と同様に、開削工法やシールド工法を用いて地下鉄駅は建設される。多くの駅は開削工法で建設されているが、地下深くにある駅などではシールド工法を用いる場合も見られる（永田町駅など）。

## 特徴のある地下鉄駅
- 東京メトロ南北線 目黒駅以外の各駅に6色のステーションカラーを3駅ずつ配置し、それをホームドア、エスカレーターのベルト、メディアウォール（駅ごとにテーマが異なる）、ベンチ（折り畳み式）などに配色している。
- 大阪メトロ御堂筋線 最初に開業した梅田駅、淀屋橋駅、本町駅、心斎橋駅のホームはヴォールト構造と呼ばれるドーム状の高い天井とシャンデリア風の蛍光灯照明を有している。
- 大阪メトロ長堀鶴見緑地線 各駅にテーマが設定されており、全ての駅のデザイン特徴が異なっている。最初に開業した京橋駅 - 鶴見緑地駅間では花博にあわせて各駅ごとに駅の花を設定している。コンコース部分に花の大きな壁画が描かれているのが特徴である。この区間の駅のデザインは後にできた駅のデザインと比べてやや大人しめでありホームの意匠は各駅共通である。1996年と1997年に開業した京橋駅 - 大正駅間の各駅は、駅の所在地にちなむテーマを設定し、各駅のホームやコンコースに非常に特徴のあるデザインを施している。ただし、大正側と同時に開業した門真南駅は、京橋駅 - 鶴見緑地駅間の駅のデザインに合わせている。
- 東京都営地下鉄大江戸線  各駅改札口付近に「ゆとりの空間」を設置するとともに、地域の特色を活かしたデザインを随所に取り入れている。
- 横浜市営地下鉄 センター南駅〜センター北駅では第三軌条方式のブルーラインとリニア地下鉄のグリーンラインが高架線で併走している。ブルーラインでは大半の駅にパブリックアートが設置されており、グリーンラインでは日本の伝統色を使ったステーションカラーを採用、プラットフォームの柱の天井部・ベンチ・壁の一部・自動販売機のラッピングなどで使用して、各駅の個性を表現している。
- 福岡市営地下鉄  入り口の駅名表示に独自のシンボルマークを作り、分かりやすくしている。
- 京都市営地下鉄東西線  各駅毎にステーションカラーと呼ばれるシンボルカラーが選定されており、ホームドアのほか、駅名表示部、駅名パネル、駅務室の外壁、エレベーターの扉などがその色で統一されている。
- 神戸市営地下鉄 西神・山手線（谷上駅を除く）、海岸線ともに各駅のイメージテーマが制定されている。